# Sabina Remar
Sabina Remar, slovenski fotomodel, manekenka, managerka in oblikovalka nakita, * 18. december 1981 Trbovlje
Zmagala je na lepotnem tekmovanju Miss Universe Slovenije 2004.
Za slovensko izdajo revije Playboy je pozirala leta 2007 kot sanjsko dekle in leta 2008 kot dekle meseca aprila. Bila je nominirana za fatalko leta 2008. Leta 2009 je s Tomažem Ozmecem izdala knjigo Kako sem izklesala svoje telo.
Nastopila je na modnih revijah spodnjega perila Lisca, oblikovalke Mirjam Bernard Varga in celjskega Citycentra.
Je oblikovalka nakita.
Od 2019 je direktorica digitalnega marketinga v podjetju Novelius Medical. 

## Mladost in študij
Odraščala je v Trbovljah. Odselila se je v času srednje šole.
Študirala je na Fakulteti za pomorstvo in promet v Portorožu. Leta 2014 je diplomirala na Fakulteti za organizacijske vede v Kranju.

## Zasebno
Živela je s poslovnežem Tomažem Kraljem. Hodila je s hokejistom Gregorjem Polončičem in nogometašem Sebastjanom Cimirotičem.
Visoka je 175 centimetrov.